# Cyclopseudedomia
Cyclopseudedomia es un género de foraminífero bentónico de la subfamilia Rhapydionininae, de la familia Rhapydioninidae, de la superfamilia Alveolinoidea, del suborden Miliolina y del orden Miliolida. Su especie tipo es Cyclopseudedomia smouti. Su rango cronoestratigráfico abarca desde el Campaniense hasta el Maastrichtiense (Cretácico superior).

## Clasificación
Cyclopseudedomia incluye a las siguientes especies:
- Cyclopseudedomia hellenica †
- Cyclopseudedomia smouti †